# Andreas Stjernen
Andreas Stjernen, född 30 juli 1988 i Levanger i Norge, är en norsk före detta backhoppare. Han slutade på en total tradaljongeplats i världscupen i skidflygning 2012/2013.
Han representerade Sprova IL och Trønderhopp,
I mars 2018 valde Stjernen att avsluta karriären. I hans sista världscuptävling i Trondheim slutade han tvåa.

### Fotnoter
1. ↑  Andreas Stjernen på Internationella Skidförbundets webbplats